# Влахини езера
Влахините (Влахинските) езера са група от пет езера в Северен Пирин, разположени между върховете Вихрен на североизток, Хвойнати на изток, Муратов на юг и рида Гредаро на запад. Те дават началото на едноименната Влахинска река (ляв приток на Струма). Наричани са още Влахински езера, като името им идва от село Влахи, в чието землище са разположени езерата. Самото село се намира значително по-ниско по течението на реката. Езерата са встрани от туристическите пътеки и рядко биват посещавани, но се виждат добре от околните върхове и от седловината Кабата. Те са пет, като едното от тях (второто по височина) определено доминира. То дава около 80% от общата площ на езерата, която надхвърля 85 декара и е отделено от останалите. Езерата не са напълно изследвани, поради което липсват някои точни данни.
- първото (второто по височина) е Голямото Влахино езеро (41°45′11″ с. ш. 23°23′29″ и. д. / 41.753056° с. ш. 23.391389° и. д.), разположено на височина 2302 м. То е с елипсовидна форма и размери 400 х 245 м, площ 63,4 декара и максимална дълбочина 13,4 м. Водният му обем е 421 000 куб. м. То е едно от десетте най-големи и най-дълбоки езера в Пирин.

- под него на 2300 м н.в. е най-малкото езеро, разположено на добре изразена тераса и е с площ едва 1.2 декара.

- третото езеро (41°45′25″ с. ш. 23°23′10″ и. д. / 41.756944° с. ш. 23.386111° и. д.) се намира на около 300 м северозападно от Голямото Влахино езеро и на по-малко от 10 м от малкото, но на неговата височина. То е подчертано продълговато (145 х 100 м) с площ от 14,5 дка, но много плитко – до 80 см. Затова и обемът му е много малък – 4400 куб. м.

- най-долното езеро (41°45′29″ с. ш. 23°23′05″ и. д. / 41.758056° с. ш. 23.384722° и. д.), на 2291 м има силно издължена форма (245 х 56 м) и площ от 10,1 декара. Обемът му е едва 9000 куб. м.

- петото езеро (41°45′24″ с. ш. 23°23′06″ и. д. / 41.756667° с. ш. 23.385° и. д.) е най-високото в групата. Разположено е всред клека на 2340 м н.в., само на 30 м западно от третото езеро – по източните склонове на ридът Гредаро. Размерите му са 68 х 50 м, което прави 2,9 декара площ, но то е доста дърбоко (8,4 м.), поради което водният му обем е значителен – почти 10 000 куб. м. [2]

В езерата има пъстърва.